# USS Jefferson City (SSN-759)
Le USS Jefferson City (SSN-759) est un sous-marin nucléaire d'attaque américain de classe Los Angeles nommé d'après Jefferson City dans le Missouri.

## Histoire du service
Construit au chantier naval Northrop Grumman de Newport News, il a été commissionné le 29 février 1992 et est toujours en service dans l’United States Navy en 2012.